# 王文全
王文全（1962年12月—），湖北新洲人，汉族，中国共产党党员。中国人民解放军上将，中华人民共和国政治人物、第十三届全国人民代表大会解放军和武警部队代表。中共第二十届中央委员。现任南部战区政治委员。

## 生平
曾任陆军第20集团军高炮旅政委、装甲旅政委，第20集团军政治部副主任。2013年7月任陆军第26集团军政治部主任，2016年6月任陆军第27集团军政治委员。2017年3月，任陆军第72集团军政治委员。2020年6月，任陆军副政治委员。9月，调任中央军委联勤保障部队政治委员。2023年12月，任南部战区政治委员。
2014年7月晋升少将军衔，2020年6月晋升中将军衔。2023年12月晋升上将军衔。2018年，王文全被选为解放军和武警部队出席第十三届全国人民代表大会代表。